# Candace Hilligoss
Candace Hilligoss est un mannequin et une actrice américaine, née le 14 août 1935 à Huron (Dakota du Sud, États-Unis), surtout connue pour l'interprétation du rôle principal du film culte Le Carnaval des âmes en 1962.

## Biographie
Après avoir passé trois ans à l'université de l'Iowa, Mary Candace Hilligoss part à New York étudier l'art dramatique à l'American Theatre Wing et fait ses débuts professionnels en Pennsylvanie. Elle joue au Cape Playhouse, apparaît dans une tournée d'Idiot's Delight aux côtés de Nina Foch ainsi que dans des programmes télévisés produits à New York, et est danseuse dans un night-club, le Copacabana.

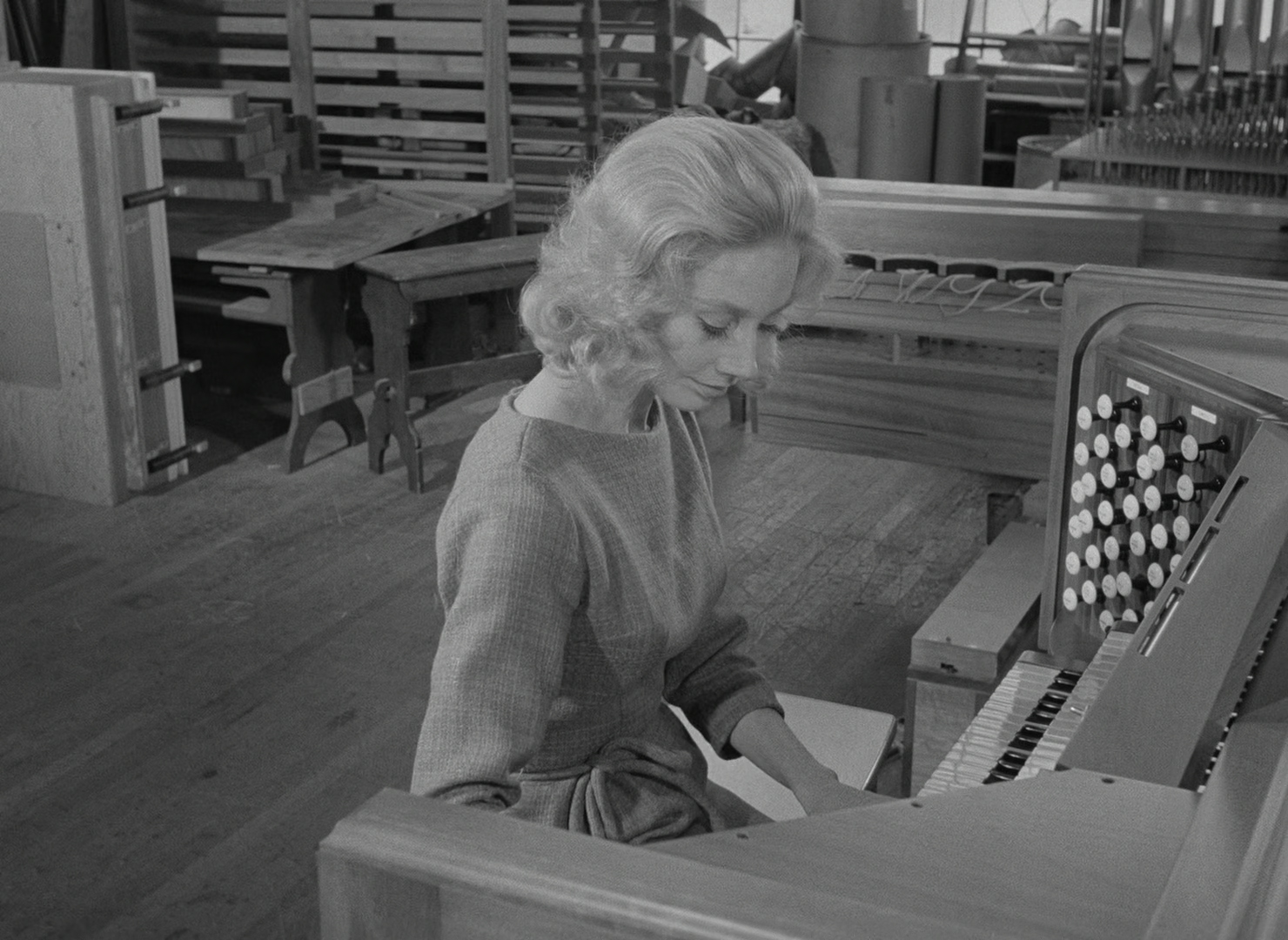
Candace Hilligoss interprétant une organiste professionnelle dans le film Le Carnaval des âmes.

Elle reste connue pour son rôle dans Le Carnaval des âmes (1962), film à petit budget qui est un échec à sa sortie, mais devient par la suite, à la fin des années 1980, un véritable film culte.
Elle fait une seconde apparition deux ans plus tard dans le film d'horreur The Curse of the Living Corpse (1964), alors qu'elle est enceinte de plusieurs mois.
Elle épouse l'acteur Nicolas Coster, avec lequel elle a deux filles, Candace et Dinneen. Le couple divorce en 1981.
Elle tient son propre rôle dans le documentaire Talk Fast (2001) où elle est l'une des cinq scénaristes suivies par la caméra.

## Filmographie

### Cinéma
- 1962 : Le Carnaval des âmes (Carnival of Souls) : Mary Henry
- 1964 : The Curse of the Living Corpse : Deborah Benson
- 2001 : Talk Fast : Elle-même
- 2019 : A Schoolgirl's Day : Mary Henry
- 2022 : One Upon A Time on Mars (Court-métrage) : Astro-Gal

### Télévision
- 1962 : Naked City (Série TV) : Mme Harris
- 1981 : Quincy (Série TV) : Kimberly